# گردین (ساردوئیه)
گردین (جیرفت)، روستایی از توابع بخش ساردوئیه شهرستان جیرفت در استان کرمان ایران است.

## جمعیت
این روستا در دهستان ساردوئیه قرار دارد و براساس سرشماری مرکز آمار ایران در سال ۱۳۸۵، جمعیت آن ۵۶ نفر (۱۴خانوار) بوده‌است.

این روستا در زندیکی شهر ساردوییه میباشد ودارای جمعیت زمستان نشین وتابستان نشین میباشد مکانی خوش اب وهوا ودارای امکانات خوب ودر سال 97بالای 50خانوار در ان زندگی میکنند